# 太郎丸村
太郎丸村（たろうまるむら）は、広島県甲奴郡にあった村。現在の三次市の一部にあたる。

## 地理
抜湯川、田総川の上流域に位置していた。

## 歴史
- 1889年（明治22年）4月1日、町村制の施行により、甲奴郡太郎丸村が単独で村制施行し、太郎丸村が発足[1][2]。太郎丸村、知和村、安田村、抜湯村、有田村の町村組合を結成し役場を太郎丸村に設置[1]。
- 1912年（大正元年）10月1日、甲奴郡知和村、安田村、抜湯村、有田村と合併し、上川村を新設して廃止された[1][2]。

## 産業
- 農業[1]